# Rugby nos Jogos Olímpicos de Verão de 1920
O rugby nos Jogos Olímpicos de Verão de 1920 foi realizado em Antuérpia, na Bélgica, após ter ficado ausente dos Jogos anteriores em Estocolmo 1912.
Apenas duas equipes disputaram o torneio de rugby, França e Estados Unidos, devido ao abandono das equipes da Romênia e Checoslováquia antes do início dos Jogos. Os franceses eram considerados favoritos na época para levar a medalha de ouro, porém os Estados Unidos realizaram um jogo consistente e venceram o único confronto desse esporte em 1920.

## Medalhistas
|  | USA Estados Unidos |  | FRA França |  |        |
|  | Daniel Carroll Charles Doe George Fish James Fitzpatrick Joseph Hunter Morris Kirksey Charles Mehan John Muldoon John O'Neil John Patrick Erwin Righter Rudy Scholz Dink Templeton Charles Lee Tilden Heaton Wrenn |  | Édouard Bader François Borde Adolphe Bousquet Jean Bruneval Alphonse Castex André Chilo René Crabos Sélim Curtet‎ Alfred Eluère Jacques Forestier Armand Grenet‎ Maurice Labeyrie Robert Levasseur Pierre Petiteau Raoul Thiercelin |  | nenhum |

## Sumário
O torneio olímpico de rugby consistiu em apenas uma partida, disputada entre os Estados Unidos e a França. A seleção dos Estados Unidos era formada por jogadores de futebol americano de universidades da Califórnia, principalmente Stanford, Califórnia e Santa Clara. Devido ao futebol americano se tornar um esporte cada vez mais violento, essas e outras universidades da costa oeste escolheram jogar o rugby union de 1906 a 1914.
Por outro lado, a seleção francesa era composta por jogadores de quatro clubes próximos a Paris: Racing Club, Olympique, Club Athlétique des Sports Généraux e Sporting Club Universitaire.
O jogador estadunidense Rudy Scholz escreveu sobre a partida:
| “ | Começou às 17h (horário aqui para todas as grandes partidas) e havia uma multidão de cerca de 20 mil presentes, apesar de estar chovendo. Em um conselho de guerra, decidimos que, como o solo estava molhado e escorregadio e a bola também, faríamos um jogo de ataque. Os franceses tentaram um jogo de defesa e perderam, embora fossem rápidos. A bola e o campo escorregadios provaram sua ruína... | ” |

## Resultado
| 5 de setembro 17:00 (UTC+1)               |           |            |                                             |
| USA Estados Unidos                        | 8 – 0     | FRA França | Estádio Olímpico, Antuérpia Público: 55 000 |
| Try: Hunter Con: Templeton Pen: Templeton | Relatório |            | Estádio Olímpico, Antuérpia Público: 55 000 |

| USA |  | France |

|                    |    |    |    |                   |
| Dink Templeton     | FB | 15 | FB | André Chilo       |
| Charles Tilden (c) | W  | 14 | W  | Armand Grenet‎     |
| Heaton Wrenn       | C  | 13 | C  | François Borde    |
| John Patrick       | C  | 12 | C  | René Crabos (c)   |
| Erwin Righter      | W  | 11 | W  | Édouard Bader     |
| Rudolph Scholz     | FH | 10 | FH | Adolphe Bousquet  |
| Charles Mehan      | SH | 9  | SH | Raoul Thiercelin  |
| George Fish        | N8 | 8  | N8 | Robert Levasseur  |
| Charles Doe        | F  | 7  | F  | Alphonse Castex   |
| Daniel Carroll     | F  | 6  | L  | Alfred Eluère     |
| Morris Kirksey     | L  | 5  | L  | Jean Bruneval     |
| Joseph Hunter      | L  | 4  | L  | Maurice Labeyrie  |
| James Fitzpatrick  | H  | 3  | P  | Sélim Curtet‎      |
| John O'Neil        | H  | 2  | H  | Pierre Petiteau   |
| John Muldoon       | P  | 1  | P  | Jacques Forestier |

## Classificação final
| Pos.             | Equipe             | Jogos | Pontos | Méd. pts. | Tries | Méd. tries |
| ---------------- | ------------------ | ----- | ------ | --------- | ----- | ---------- |
| Medalha de ouro  | USA Estados Unidos | 1     | 8      | 8         | 1     | 1          |
| Medalha de prata | FRA França         | 1     | 0      | 0         | 0     | 0          |